# Четвёртый Константинопольский собор (869—870)

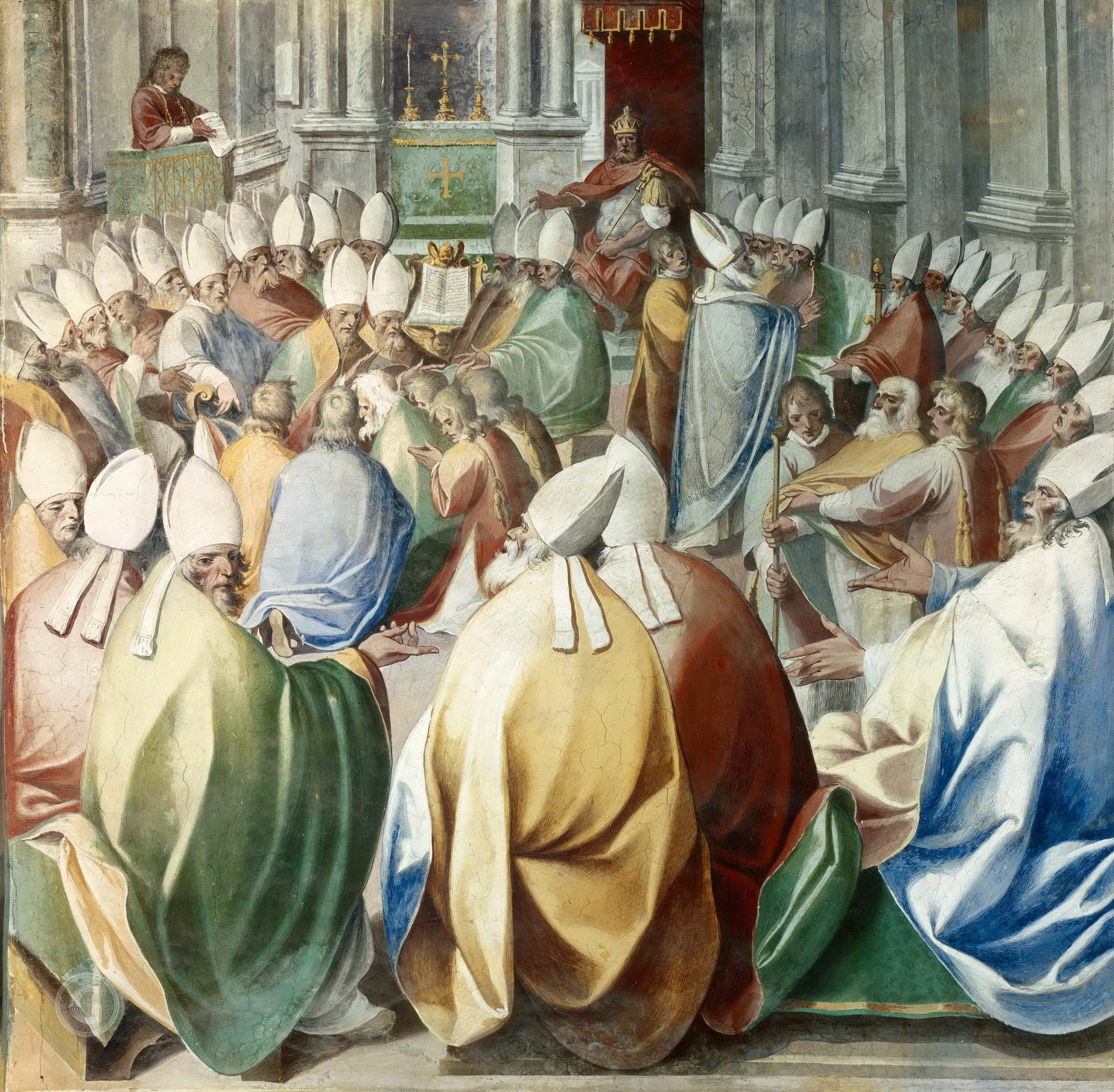
Четвёртый Константинопольский собор, картина Ч. Неббиа (1536—1614)

Четвёртый Константинопольский собор — принятое в Католической церкви название Собора Христианской церкви в IX веке. Собор признаётся Западной церковью как VIII Вселенский собор.
Собор был созван в 869 году по инициативе императора Василия I и папы римского Адриана II в Святой Софии. Собор осудил и низложил патриарха Фотия. Провозгласил неподсудность папы Римского даже вселенскому собору.
Собором также был анафематствован за ересь монофелитизма папа римский Гонорий, осуждённый ещё на Шестом Вселенском Соборе.
Следующий собор, созванный в 879—880 годах, и восстановивший общение между Восточной и Западной церквями, признаётся в Православной церкви Четвёртым Константинопольским собором, однако не признаётся в Римской церкви.

## Примечание
1. ↑  Прот. Максим Козлов. Сравнительное богословие. Прот. Максим Козлов. Сравнительное богословие. Дата обращения: 25 января 2014. Архивировано 15 апреля 2008 года.